# Allium croaticum
Allium croaticum là một loài thực vật có hoa trong họ Amaryllidaceae. Loài này được Bogdanovic, Brullo, Mitic & Salmeri mô tả khoa học đầu tiên năm 2008.